# Пјетро Фитипалди
Пјетро Фитипалди да Круз (рођен 25. јуна 1996) јесте бразилско-амерички возач, унук двоструког светског шампиона Формуле 1 Емерсона Фитипалдија и брат Енца Фитипалдија. Недавно се такмичио у одабраним рундама Индикар серије 2021. за Дал Којн рејсинг, поред тога што је служио као резервни возач за Хас Ф1 тим. Са Хасом је дебитовао у Формули 1 на Великој награди Сакира 2020. заменивши повређеног Ромена Грожана.

## Каријера

### Серија Наскар вилен ол-американ
Фитипалди је започео своју тркачку каријеру у серији Наскар вилен ол-американ, освојивши шампионат на стази за Хикори мотор спидвеју 2011. Године 2012. победио је у једној трци и завршио пети у шампионату.

### Ниже формуле
Бразилац се преселио у Европу да би наставио каријеру 2013. године, дебитујући у БРДЦ шампионату Формуле 4 и шампионату Протајер Формула Рено. Године 2014. освојио је последњу серију, освојивши титулу једну трку пре краја.

### ФИА Европско првенство Формуле 3
2015. године Фитипалди се такмичио на ФИА Европском првенству Формуле 3 за Фортек моторспортс. Са најбољим шестим резултатом на две трке у Алгарвеу, Фитипалди је завршио 16. на табели шампионата са 32 бода.

### Серија Формула В8 3.5
Фитипалди је наставио трке за Фортек 2016. године, овог пута возећи се у серији Формуле В8 3.5 заједно са колегом почетником Луисом Делетразом. Ипак, постигао је само један подијум и завршио на 10. месту, осам позиција иза свог сувозача.
Ипак, наставио је да се такмичи у светској серији, овог пута са Лотусом. Освојио је шест трка, доминирајући шампионатом, 44 бода испред свог најближег ривала Матевоса Исакјана.

### Серија Индикар
У фебруару 2018. Фитипалди је именован за повременог возача Хонде број 19 за Дал Коин рејсинг у Индикар серији, заменивши Закарија Кламана ДеМела у шест трка те године. Дебитовао је на Великој награди у Финиксу, где је био приморан да се повуче након контакта у 40. кругу. Постигао је првих топ десет у Портланду и завршио на 26. месту на табели.
Фитипалди би требало да се врати у Индикар 2021. године искључиво за овалне трке, замењујући Ромена Грожана који ће возити само друмске и уличне трке.

### Светски шампионат издржљивости
У мају 2018. Фитипалди је сломио обе ноге у судару током квалификација у светском првенству издржљивости 6 сати Спа-Франкоршамп трке.

### Дојч туренваген мастерс
Фитипалди се такмичио за Ауди спорт тим ВРТ на турниру Дојч туренваген мастерс 2019. Постигао је најбољи резултат пети у Мизану, а шест пута је завршио у поенима, постигао их је 22 и завршио на 15. месту у табели возача. 

### Формула 1
У октобру 2014. Фитипалди је био један од четири возача који су позвани да се придруже Ферари возачкој академији. Први пут болид Формуле 1 је тестирао 27. новембра 2018. током постсезонског теста на стази Јас Марина, возећи за Хас.
У новембру 2018, Хас Ф1 тим је потврдио Пјетра Фитипалдија за свог званичног тест возача за 2019. Хас је најавио да ће Бразилац тестирати аутомобил на првом предсезонском тестирању у Барселони у фебруару 2019. У априлу 2019. Фитипалди је учествовао на тесту за младе возаче у Бахреину 2019. пре него што је наступио на тесту средином сезоне у Каталонији.
Дана 30. новембра 2020. објављено је да ће се Фитипалди тркати за Хас на Великој награди Сахира 2020. замењујући повређеног Ромена Грожана који је хоспитализован након несреће на Великој награди Бахреина 2020. у којој је задобио опекотине шака и чланака. Ово га је учинило првим унуком возача Формуле 1 који је и сам постао возач Формуле 1. Фитипалди је своју дебитантску трку започео последњи и завршио трку као последњи од преосталих возача. Директор тима Гинтер Штајнер прокоментарисао је Фитипалдијев деби „Мислим да је Пјетро урадио одличан посао, с обзиром да је последњи пут возио ауто пре годину дана“. Фитипалди је приметио да је возачу тешко да прође у Формулу 1, и да му је драго што је завршио своју прву трку.
Поново је заменио Грожана на финалу сезоне у Абу Дабију. Фитипалди се квалификовао као 19. и био је померен на 17. место због других возача који су одрађивали казне. У трци је претрпео спори пит стоп и поново завршио као последњи на 19. месту. Фитипалди је после трке изјавио да би „желео да и даље остане у Формули 1” као резервни возач 2021. У фебруару 2021. је потврђено да ће остати у својој улози Хасовог тестног и резервног возача за сезону 2021.
Задржан је на тој улози за сезону 2022. Он ће учествовати на предсезонском тесту 2022. у Бахреину од 10. до 12. марта, како је потврдио власник тима Џин Хас.

## Тркачки рекорди

### Резиме тркачке каријере

#### Комплетни резултати Ф3 Азијског првенства
| Година  | Тим              | 1         | 2         | 3         | 4        | 5         | 6        | 7        | 8        | 9        | 10       | 11       | 12       | 13       | 14       | 15        | ВШ | Поени |
| ------- | ---------------- | --------- | --------- | --------- | -------- | --------- | -------- | -------- | -------- | -------- | -------- | -------- | -------- | -------- | -------- | --------- | -- | ----- |
| 2019–20 | Пинакл мотоспорт | СЕП 1 14. | СЕП 2 12. | СЕП 3 11. | ДУБ 1 7. | ДУБ 2 13. | ДУБ 3 7. | АБУ 1 4. | АБУ 2 5. | АБУ 3 5. | СЕП 1 4. | СЕП 2 5. | СЕП 3 5. | КИН 1 3. | КИН 2 4. | КИН 3 10. | 5. | 119   |

#### Комплетни резултати у Формули 1
| Година | Тим        | Шасија    | Мотор               | 1   | 2   | 3   | 4   | 5   | 6   | 7   | 8   | 9   | 10  | 11  | 12  | 13  | 14  | 15  | 16      | 17      | 18 | 19 | 20 | 21 | 22 | ВШ  | Поени |
| ------ | ---------- | --------- | ------------------- | --- | --- | --- | --- | --- | --- | --- | --- | --- | --- | --- | --- | --- | --- | --- | ------- | ------- | -- | -- | -- | -- | -- | --- | ----- |
| 2020   | Хас Ф1 тим | Хас VF-20 | Ферари 065 1.6 V6 t | АУТ | ШТА | МАЂ | ВБР | 70Г | ШПА | БЕЛ | ИТА | ТОС | РУС | АЈФ | ПОР | ЕМИ | ТУР | БАХ | САК 17. | АБУ 19. |    |    |    |    |    | 23. | 0     |